# Little Men
Little Men es una película estadounidense de 2005 dirigida por Trey Lineberger y Vincent Vittorio. Está protagonizada por Devon Gearhart, Tyler Ross, Daniel Samonas, Brooke Horn y Sophi Bairley. La película se estrenó el 14 de febrero de 2005 en Estados Unidos.

## Sinopsis
La película toma la pregunta de "si las niñas deben ser permitidas en la casa," y se centra en la realidad de la situación. Los niños, y las niñas, cada uno se dan cuenta si él o ella es un líder o un seguidor, y la lucha con este tema. Los niños, aprendiendo, luchan por crecer y comprender la siguiente etapa de su vida, que recuerda a los que ya son grandes, y que predican para los que todavía son pequeños.

## Reparto
- Devon Gearhart – Jake
- Tyler Ross – Thomas
- Daniel Samonas – Darren
- Brooke Horn – Gwen
- Sophi Bairley – Barbra

- Datos: Q33101479